# Der Winter ist ein rechter Mann

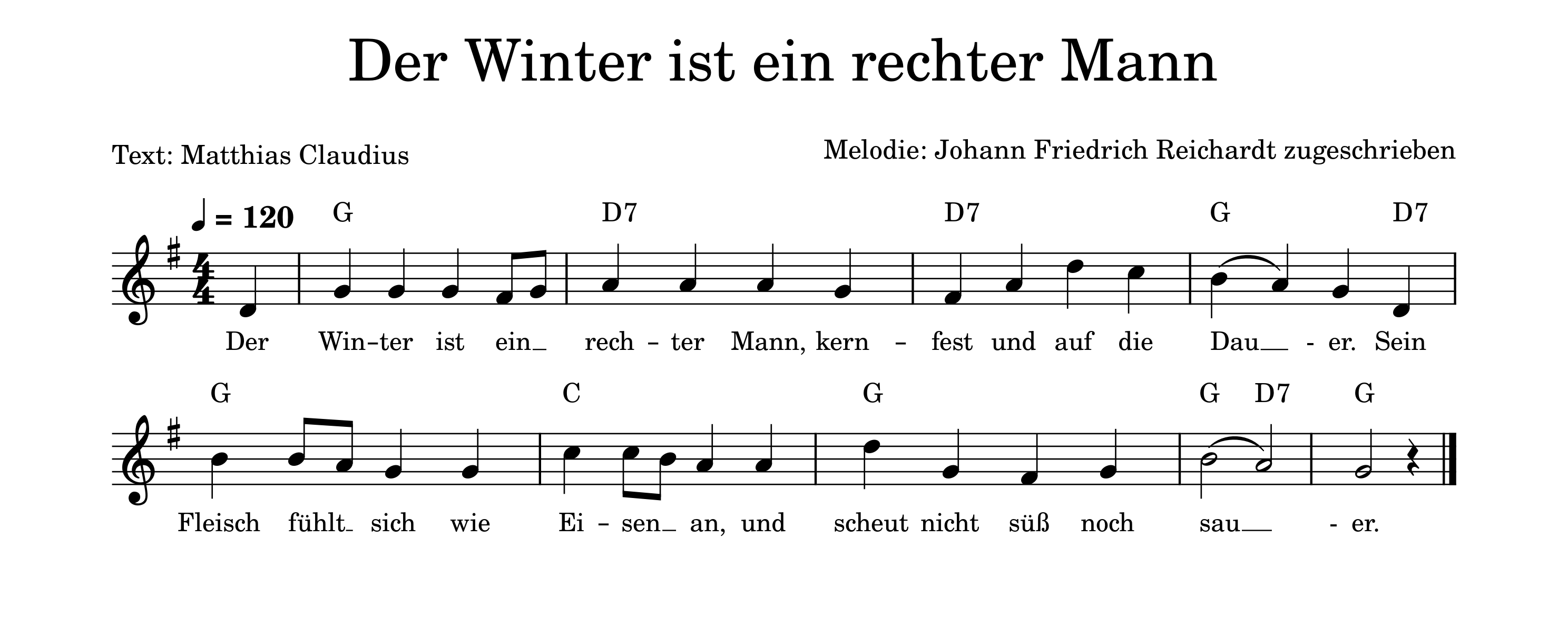
rahmenlos rahmenlos Notenblatt und Wiedergabe exakt nach dem Notenblatt (eine Strophe, Tempo 120 MM, Klavier) sowie Wiedergabe eines mehrstimmigen Tonsatzes (zwei Strophen, Tempo 125 MM, Fiddle, Klavier und Es-Kornett), beide Versionen in der Tonart G-Dur

Der Winter ist ein rechter Mann ist deutsches Volkslied. Der Text stammt von Matthias Claudius, der ihn 1782 unter dem Titel Ein Lied hinterm Ofen zu singen veröffentlichte. Die Melodie eines unbekannten Komponisten wird regelmäßig fälschlich als Werk von Johann Friedrich Reichardt veröffentlicht.
Mit seinem Gedicht knüpft Matthias Claudius an Winterlieder aus dem 16. Jahrhundert wie Der Winter ist ein scharfer Gast an. Er personifiziert den Winter aber ironisch als einen Mann, der selber immun ist gegen menschliche Krankheiten und Leiden, der sich nichts aus dem Frühling und warmen Sachen mache, und dem es nur bei Frost wohlig sei.

## Text
Ein Lied

hinterm Ofen zu singen.

Der Winter ist ein rechter Mann,

Kernfest und auf die Dauer;

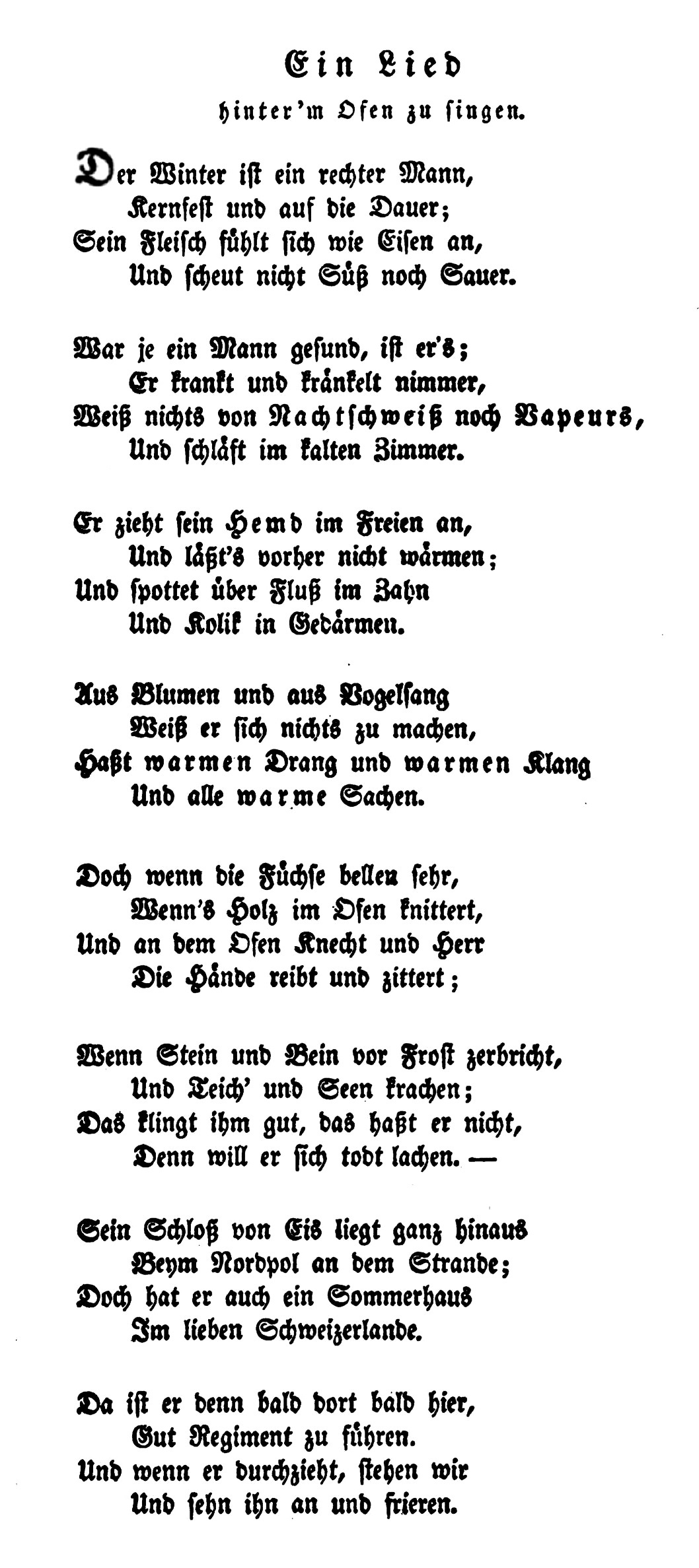
Erstdruck 1782

Sein Fleisch fühlt sich wie Eisen an,

Und scheut nicht Süß noch Sauer.

War je ein Mann gesund, ist er’s;

Er krankt und kränkelt nimmer,

Weiß nichts von Nachtschweiß noch Vapeurs,

Und schläft im kalten Zimmer.

Er zieht sein Hemd im Freien an,

Und läßt’s vorher nicht wärmen;

Und spottet über Fluß im Zahn

Und Kolik in Gedärmen.

Aus Blumen und aus Vogelsang

Weiß er sich nichts zu machen,

Haßt warmen Drang und warmen Klang

Und alle warme Sachen.

Doch wenn die Füchse bellen sehr,

Wenn’s Holz im Ofen knittert,

Und um den Ofen Knecht und Herr

Die Hände reibt und zittert;

Wenn Stein und Bein vor Frost zerbricht,

Und Teich’ und Seen krachen;

Das klingt ihm gut, das haßt er nicht,

Denn will er sich todt lachen. –

Sein Schloß von Eis liegt ganz hinaus

Beym Nordpol an dem Strande;

Doch hat er auch ein Sommerhaus

Im lieben Schweizerlande.

Da ist er denn bald dort bald hier,

Gut Regiment zu führen.

Und wenn er durchzieht, stehen wir

Und sehn ihn an und frieren.

## Vertonungen
Eine erste Vertonung schuf Christoph Rheineck 1784, Johann Abraham Peter Schulz und Johann Adam Hiller folgten 1790.
Ebenfalls 1790 veröffentlichte Johann Friedrich Reichardt seine Vertonung im 6/8-Takt in der Sammlung Lieder für Kinder aus Campes Kinderbibliothek mit Melodieen, bey dem Klavier zu singen. 1797 legte er im zweiten Heft seiner Lieder geselliger Freude eine etwas überarbeitete Melodiefassung vor. 1799 wurde die Erstfassung noch in das populäre Mildheimische Liederbuch aufgenommen.
Die volksliedhaft verbreitetste Melodie ist seit der Mitte des 19. Jahrhunderts in Liederbüchern nachzuweisen. Sie wurde ebenfalls unter dem Namen Johann Friedrich Reichardt gedruckt, was offenbar auf einer Verwechslung beruht, da sie von Reichardts beiden Melodiefassungen deutlich verschieden ist. Dennoch wurde diese Angabe von Franz Magnus Böhme in seine Volksthümlichen Lieder der Deutschen und danach unkritisch in viele Schul- und Gebrauchsliederbücher übernommen. Der Komponist dieser Vertonung ist nicht bekannt.
Eine weitere Melodie unbekannter Herkunft war seit Anfang des 20. Jahrhunderts in Liederbüchern der Wandervogel- und Jugendbewegung verbreitet. Auch diese Melodie wird gelegentlich mit der falschen Komponistenzuschreibung Johann Friedrich Reichardt abgedruckt.
Weitere Vertonungen stammen von Friedrich Wilhelm Eigendorf (1847), Franz Abt (1858), Erkki Melartin (Der Winter, op. 49b Nr. 4, 1900), Engelbert Humperdinck (Sang und Klang für’s Kinderherz, 1909), Othmar Schoeck (Wandsbecker Liederbuch, op. 52, 1937), Rudolf Korn (1946; aufgenommen im Altenberger Singebuch), Georg Götsch (Deutsche Chorlieder, 1. Teil, 1949), Wilhelm Keller (Wandsbecker Weisen, 1955), sowie in neuerer Zeit von Rolf Zuckowski (1986).